# U.S. Open Cup de 1994
A U.S. Open Cup de 1994 foi a 81ª temporada da competição futebolística mais antiga dos Estados Unidos. Club Deportivo Mexico entra na competição defendendo o título.
O campeão da competição foi o Greek-American Athletic Club, conquistando seu segundo título, e o vice campeão foi o Bavarian Leinenkugel.

## Participantes
| Entram na Primeira Fase |
| - A.A.C. Eagles - Bavarian Leinenkugel - Exiles SC - Dallas Rockets - Greek-American A.C. - Hermes SC - Philadelphia Flames - St. Petersburg Kickers |

## Confrontos
|  | Quartas-de-Finais | Quartas-de-Finais    | Quartas-de-Finais |                      |    | Semifinais           | Semifinais | Semifinais |  |  | Finais | Finais | Finais |  |
|  |                   |                      |                   |                      |    |                      |            |            |  |  |        |        |        |  |
|  | CA                | Greek-American A.C.  | 1                 |                      |    |                      |            |            |  |  |        |        |        |  |
|  | CA                | Greek-American A.C.  | 1                 |                      |    |                      |            |            |  |  |        |        |        |  |
|  | CA                | Exiles SC            | 0                 |                      |    |                      |            |            |  |  |        |        |        |  |
|  | CA                | Exiles SC            | 0                 |                      | CA | Greek-American A.C.  | 3          |            |  |  |        |        |        |  |
|  |                   |                      |                   |                      | CA | Greek-American A.C.  | 3          |            |  |  |        |        |        |  |
|  |                   |                      | PA                | Philadelphia Flames  | 0  |                      |            |            |  |  |        |        |        |  |
|  | PA                | Philadelphia Flames  | PA                | Philadelphia Flames  | 0  | 3                    |            |            |  |  |        |        |        |  |
|  | PA                | Philadelphia Flames  |                   |                      |    |                      |            |            |  |  |        |        |        |  |
|  | NY                | Hermes SC            | 0                 |                      |    |                      |            |            |  |  |        |        |        |  |
|  | NY                | Hermes SC            | 0                 |                      | CA | Greek-American A.C.  | 3          |            |  |  |        |        |        |  |
|  |                   |                      |                   |                      |    |                      |            |            |  |  |        |        |        |  |
|  |                   |                      | WI                | Bavarian Leinenkugel | 0  |                      |            |            |  |  |        |        |        |  |
|  | WI                | Bavarian Leinenkugel | WI                | Bavarian Leinenkugel | 0  | 2                    |            |            |  |  |        |        |        |  |
|  | WI                | Bavarian Leinenkugel |                   |                      |    |                      |            |            |  |  |        |        |        |  |
|  | IL                | A.A.C. Eagles        | 1                 |                      |    |                      |            |            |  |  |        |        |        |  |
|  | IL                | A.A.C. Eagles        | 1                 |                      | WI | Bavarian Leinenkugel | w/o        |            |  |  |        |        |        |  |
|  |                   |                      |                   |                      | WI | Bavarian Leinenkugel | w/o        |            |  |  |        |        |        |  |
|  |                   |                      | FL                | McCormick Kickers    |    |                      |            |            |  |  |        |        |        |  |
|  | FL                | McCormick Kickers    | FL                | McCormick Kickers    | 2  |                      |            |            |  |  |        |        |        |  |
|  | FL                | McCormick Kickers    |                   |                      |    |                      |            |            |  |  |        |        |        |  |
|  | TX                | Dallas Rockets       | 0                 |                      |    |                      |            |            |  |  |        |        |        |  |

## Premiação
| U.S. Open Cup de 1994                 |
| ------------------------------------- |
| GREEK-AMERICAN AC Campeão (2º título) |